# NEO Surveyor
NEO Surveyor (предыдущие варианты названия — Near-Earth Object Camera, NEOCam, затем NEO Surveillance Mission) — планируемый космический телескоп, работающий в инфракрасном диапазоне для обнаружения и изучения потенциально опасных астероидов в Солнечной системе.
Телескоп NEO Surveyor будет работать в точке Лагранжа L1 системы Земля—Солнце, что позволит ему наблюдать объекты внутри орбиты Земли, а детекторы среднего инфракрасного диапазона смогут обнаруживать астероиды вне зависимости от их освещения Солнцем. NEO Surveyor станет преемником миссии NEOWISE.
Проект был впервые предложен в 2006 году, но долгое время не мог получить финансирование от НАСА. В 2019 году Управление по координации планетарной обороны приняло решение о финансировании данной миссии вне научного бюджета НАСА в связи с его влиянием на национальную безопасность. 11 июня 2021 года НАСА разрешило перейти к этапу предварительного проектирования. Разработчиком миссии стала Лаборатория реактивного движения (JPL).
Запуск миссии NEO Surveyor планируется на сентябрь 2027 года.

## Цели
Главной целью миссии является обнаружение потенциально опасных астероидов диаметром более 140 м и выявление их орбит. Поле зрения и чувствительность телескопа позволят обнаружить тысячи новых околоземных объектов размером до 30 м в диаметре. Второстепенными научными целями станет обнаружение и изучение около миллиона астероидов в поясе астероидов и тысяч комет, а также выявление околоземных объектов, интересных для изучения роботизированными миссиями.
Лаборатория реактивного движения (JPL) занимается разработкой космического телескопа. Общие затраты на реализацию миссии примерно оцениваются в районе 500—600 млн долларов США.

## Космический аппарат
Аппарат NEO Surveyor будет иметь массу, не превышающую 1300 кг, что позволит запустить его при помощи ракеты Falcon 9 Block 5 в точку Лагранжа L1 системы Земля—Солнце. Ожидается, что миссия продлится 12 лет.

## Телескоп и камера
Астероиды являются тёмными объектами, их альбедо составляет от 5 до 30 %. Оптические телескопы могут их обнаружить только тогда, когда они отражают солнечный свет, но если они подлетают со стороны Солнца и располагаются к Земле «тёмной стороной», они не видны. Для решения этой проблемы нужен космический инфракрасный телескоп.
Телескоп миссии NEO Surveyor диаметром 50 см будет работать в инфракрасном диапазоне (от 4 до10 µm). Поле зрения телескопа составит 11,56 квадратных градусов.

## Местоположение телескопа
NEO Surveyor будет располагаться на гало-орбите вблизи точку Лагранжа L1 системы Земля—Солнце и использовать солнечный щит. Данная орбита позволит быстро передавать полученные данные на Землю.